# Charlot, pintor
Charlot pintor (The Face on the Bar Room Floor) es una película de cine estadounidense con dirección y actuación de Charles Chaplin. Fue estrenada el 10 de agosto de 1914.  

## Sinopsis
Un pintor, abrumado por la pérdida de la mujer que había estado cortejando, termina en un bar donde pinta en el piso el rostro de su amada y relata su tragedia en una escena memorable. Cuando ve a la mujer acompañada por media docena de niños su pena disminuye.

## Crítica
Inspirado en un poema de Hugh Antoine d'Arcy muy conocido en los Estados Unidos y que se transcribe en los títulos de la película, la actuación y la composición del personaje en esta película son muy particulares. Sin duda hay un propósito de parodia pero las escenas de ternura con la modelo y la aflicción del personaje acentuada por la lentitud de la acción y los gestos mesurados proporcionan un tono cercano al drama.

## Reparto
- Charles Chaplin - Artista
- Cecile Arnold - Madeleine
- Fritz Schade - Cliente
- Vivian Edwards - Modelo
- Chester Conklin - Cliente
- Harry McCoy - Cliente
- Hank Mann - Cliente
- Wallace MacDonald - Cliente